# Речица (Подујево)
Речица (алб. Reçicë) је насељено место у општини Подујево, Косово и Метохија, Република Србија.

## Демографија
| Демографија | Демографија | Демографија |
| Година      | Становника  | Становника  |
| ----------- | ----------- | ----------- |
| 1948.       | 188         |             |
| 1953.       | 207         |             |
| 1961.       | 202         |             |
| 1971.       | 154         |             |
| 1981.       | 102         |             |
| 1991.       | 92          |             |